# 438
Cette page concerne l'année 438  du calendrier julien. Pour l'année 438 av. J.-C., voir 438 av. J.-C. Pour le nombre 438, voir 438 (nombre).
L'année 438 est une année commune qui commence un samedi.

## Événements
- 27 janvier (date traditionnelle) : les reliques de Jean Chrysostome sont rapatriées à Constantinople, et enterrées dans l'église des Saints Apôtres[1].
- 15 février : publication du code théodosien en Orient, qui rassemble toutes les lois impériales décrétées depuis Constantin Ier le Grand[2].
- Printemps : début du premier pèlerinage de l'impératrice Eudocie à Jérusalem. Lors de son passage à Antioche elle prononce un discours à la louange de la ville[3].
- 4 août : début du règne de Yazdgard II, roi de Perse (fin en 457)[4].
- 25 septembre : tremblement de terre à Constantinople ; les habitants paniqués se rendent en procession au sanctuaire d'Hebdomon[2].
- Octobre : massacre de Juifs assemblés à Jérusalem pour la fête des Cabanes. Dix-huit moines, dirigés par Barsauma le Syrien, sont arrêtés sur ordre de l’impératrice Eudocie, qui fait appel aux troupes du gouverneur de Césarée pour rétablir l’ordre. Mais devant l’hostilité de la foule chrétienne, elle n’ose sévir et fait relâcher les moines emprisonnés dès qu’elle apprend que Barsauma est leur maître[5].
- 23 décembre : le code théodosien est reçu solennellement par le Sénat de Rome après un accord entre les deux empereurs[2].
- Litorius, avec l’aide des Huns, assiège Toulouse, capitale des Wisigoths de Théodoric Ier à la fin de l’année[6].
- Le général romain Andevotus est battu par les Suèves de Rechila sur les bords du Singilis (Genil)[7].
- En Chine du Nord, Tuoba Tao (T'o-pa Tao) proclame un édit de laïcisation contre les moines bouddhistes renforcé en 446 par de véritables mesures de persécution[8].
- Aetius, devenu veuf, épouse la veuve de Boniface, Pélagie[9].

## Naissances en 438
- Épiphane, évêque de Pavie.

## Décès en 438
- Vahram V, roi sassanide de Perse.